# Platyrhachus tristis
Platyrhachus tristis är en mångfotingart som beskrevs av Filippo Silvestri 1895. Platyrhachus tristis ingår i släktet Platyrhachus och familjen Platyrhacidae. Inga underarter finns listade i Catalogue of Life.